# O gode Herde, du som gav ditt liv för fåren
O gode Herde, du som gav ditt liv för fåren är en gammal psalm i nio verser av Jesper Swedberg från 1694
Texten i 1695 års psalmbok inleds med orden:
O Gode Herde, som Gaf uth titt lijf för fåren
Och gaf them läkedom Uthi the helga såren
Enligt 1697 års koralbok är melodin samma som för psalmen Säll den vars överträdelse (nr 47). Från 1921 anges enligt 1921 års koralbok med 1819 års psalmer att just denna melodi är ursprungligen publicerad i New Ordentlich Gesangbuch 1648 och då samma som används till psalmen Jag vet på vem jag tror.

## Publicerad som
- Nr 323 i 1695 års psalmbok under rubriken "Lärares Böne-Psalm".
- Nr 313 i 1819 års psalmbok under rubriken "Med avseende på särskilda personer, tider och omständigheter: Lärare och åhörare: I allmänhet".
- Nr 222 i 1937 års psalmbok under rubriken "Prästämbetet".